# 莫沃利耶
莫沃利耶（法語：Movelier，法語發音：[mɔvəlje]）是瑞士汝拉州的一个市镇。该市镇总面积为8.01平方千米，截至2018年12月31日总人口为422人。

## 地名
该地名“Movelier”发音为[mɔvəlje]而非[mɔvɛlje]，《世界地名翻译大辞典》与《世界地名译名词典》将其误译作“莫韦利耶”。